# Споменик на Бузлуџи
Споменик на Бузлуџи (спомен-дом Бугарске комунистичке партије) налази се на централним Балканским планинама на висини од 1432m. Направљен је 1981. године у сврху обележавања 90. годишњице оснивања социјалистичког покрета у Бугарској.

## План изградње
Бугарска комунистичка партија је 11. марта 1971. године одлучила да направи највећи споменик партије да би се обележила 90. годишњица оснивања социјалистичког покрета у Бугарској. Одабран је врх Хаџи Димитар (старо име Бузлуџа) за изградњу споменика због свог историјског значаја. Наиме ту је 1891. године Димитар Благоев заједно са другим социјалистима основао први социјалистички покрет у Бугарској. Партија је одлучила да новац за изградњу треба да се скупи уз помоћ народа. Тако је почело штампање поштанских маркица које су се продавале по просечној цени од 5 лева. На крају је скупљено 14.186.000 лева (данашњих 35 милиона долара), а толико је коштала и сама изградња.

## Изградња
Изградња је започета 23. јануара 1974. године, када је експлозивом смањен врх за 9m у сврху поравнања. Архитектонски дизајн је израдио тим који је предводио архитекта Георги Стоилов, а структуре је дизајнирао тим који је предводио инжињер Добромир Коларов. Укупан број људи који је учествовао у изградњи је 6000, а они се састоје углавном од уметника, скулптора и војника. Свечана сала са ходницима је направљена да подсећа на римски храм Пантеон само што је шира за 20m. Њене димензије су 60m ширине и 20m висине, а облика је чаше. Ходник се држи за конструкцију на 3 тачке, а осталим делом је у ваздуху.

#### Декорација споменика
Око самог улаза на спољашњим зидовима и са леве и са десне стране се налазе текстови Интернационале и Радног марша. Када се уђе унутра у веома кратком ходнику кружног облика се налазе бронзане скулптуре. На левом зиду је била постављена скулптура под именом Слобода, а на десном Партија. Свечана сала је била украшена мозаицима који су приказивали историју партије. На њеним зидовима се налазе лица Фридриха Енгелса, Карла Маркса и Лењина са једне стране, а са друге лица Тодора Живкова, Димитра Благоева и Георгиа Димитрова. Такође на врху сале се налази срп и чекић и натпис „Пролетери свих земаља, уједините се!”. Ходник је украшен мозаицима који представљају развој социјалистичке заједнице. Сви мозаици су рађени ручно, а њихова укупна површина је 550 m².

#### Две црвене звезде петокраке
Споменик се састоји од два дела. Први део је свечана сала са ходницима, а други део је торањ са две звезде петокраке који је везан за њу. Те две звезде су највеће на свету величине 12 m. Оне су израђене у Кијеву од црвеног стакла и обе су тешке по 3.5 тоне, а њихова цена износила је 900,000 лева (данашњих 2.250.000 долара). Када засијају могле су да се виде на северу све до границе са Румунијом, а на југу до границе са Грчком. Партија је 1977. године рекла да би било добро да звезде засијају 7. новембра исте године у сврху обележавања Велике октобарске револуције. Иако 4 године пре рока, надахнути речима партије, радници су уз велики труд успели да то остваре и звезде петокраке су стварно засијале. Уградња петокрака је трајала 3 месеца, заједно са њима уграђено је и 32 рефлектора који су били потребни да звезде засијају. Ти рефлектори су напајани са 70kW.

## Свечано отварање
После скоро 8 година градње споменик је завршен и дошло је време за отварање. Он је требало да буде отворен 20 дана раније, али је Људмила Живкова умрла, па је споменик свечано отворен 23. августа 1981. Отварању је присуствовало на хиљаде људи који су почели да долазе дан раније. Такође ту су били присутни и највише чланови партије као и Тодор Живков који је одржао говор у коме је рекао:
Част ми је што сам у историјском положају да отворим спомен-дом, изграђен у част остварења Димитрија Благоева и његових сарадника, који су пре 90 година поставили темеље револуционарне Марксистичке партије у Бугарској, нека путеви који воде овде - на легендарни врх Бузлуџа, овде на Старој планини где су први марксисти дошли да наставе рад свете и чисте љубави коју су започели бугарски социјалистички писци и филозофи - никада не буду запуштени!
Нека следеће генерације социјалистичке и комунистичке Бугарске долазе овде, да се поклоне пред подвизима и делима оних који су дошли раније; оних који су живели на овој земљи и дали све што имају својој нацији. Нека осете дух који нас оплемењује и док се ми саосећамо са идејама и сновима наших предака, па хајде да ми искусимо то исто узбуђење данас! Слава Благоеву и његовим следбеницима; те прве ученике бугарског социјализма, који су показали бесмртно семење данашње Бугарске комунистичке партије у души народа!
После говора он је отворио споменик. Такође за време отварања он је оставио капсулу са поруком у зид око улаза. Планирано је да се та капсула отвори за 100 година.
У неколико следећих година споменик је обишло око 3.000.000 људи. Процењено је да је отприлике 500 до 600 људи долазило да га види на сат времена.

## Уништавање и данашње стање споменика
Падом комунизма у Бугарској 1989. године напуштен је и споменик на Бузлуџи. Иако је био напуштен споменик је чувала полиција до 1995. године. Тада су почела масовна уништења споменика. Скинуте су бронзане скулптуре на улазу, сви метални делови на крову, мозаици су уништавани и жврљани зидови. Постојао је мит да су звезде направљене од рубина. Људи су пуцали на њих и ломили их да би скупили сто више „рубина”. На крају су схватили да је то било обично црвено стакло, али је било касно зато што су звезде већ добрим делом биле уништене. Такође неки су ломиле звезде због мржње према систему. Скинути су и електрични трансформатори величине једне собе. Непосредно пре крађе трансформатора искључен је довод струје на Бузлуџу, па је лоповима намерно или случајно омогућено да их скину. Верује се такође да је и порука отворена и украдена, али није потврђено. Данас је споменик затворен и напуштен, иако је улаз преграђен туристи успевају на друге начине да уђу унутра. Уништавање се наставља и данас мада је сада углавном изазвано природним фактором пошто су све ствари које су имале било какву материјалну вредност углавном скинуте. Данас се споменик састоји од зидова који су прекривени веома оштећеним мозаицима и графитима. Још није одлучено шта ће се радити са спомеником, неки сматрају да би требало да се врати у првобитно стање за шта је потребно око 20 милиона долара, други да би требало да му се нађе нова улога, а постојала је иницијатива да се он преда Бугарској социјалистичкој партији, што су они одбили због слабих финансија. Бугарска тренутно нема новац који је потребан за његово рестаурирање, па он само стоји сав оронуо и уништен као подсетник на неко боље и срећније време.

## Фото галерија
- Фридрих Енгелс, Карл Маркс, Лењин
- Тодор Живков, Димитар Благоев, Георги Димитров
- Петокрака на Бузлуџи
- Текст Интернационале
- Текст Радног марша
- Споменик са бакљама и Бузлуџа у позадини
- Споменик пре оштећивања
- Део добро очуваног мозаика
- Мозаик са српом и чекићем